# Governatori generali del Malawi
Quello che segue è un elenco di governatori generali del Malawi (già amministratori del Nyasaland) dalla fondazione della colonia inglese nel 1891 sino alla proclamazione della repubblica nel 1966 con la sostituzione del capo di stato dal monarca del Regno Unito ad un presidente locale.

## Commissario del protettorato britannico del Nyasaland
*1 Oct 1883-16 Aug 1884  Charles Edward Foot (b. 1841 - d. 1884)
*16 Aug 1884 - 24 Oct 1885  Lawrence Charles Goodrich (acting)
*24 Oct 1885 - 12 Feb 1888  Albert George Sidney Hawes         (b. 1842 - d. 1897)
*12 Feb 1888 - 10 Sep 1891  John Buchanan (acting)   
- Harry Hamilton Johnston, 1891-1893

## Commissari del protettorato britannico dell'Africa centrale
- Harry Hamilton Johnston, 1893-1896
- Alfred Sharpe, 1896-1907

## Governatori del Nyasaland
- Francis Barrow Pearce, 1 aprile - settembre 1907, formalmente, 1ª volta
- William Henry Manning, 1907 - 1908, formalmente, 1ª volta
- Alfred Sharpe, 1908 - 1910
- Francis Barrow Pearce, 1 aprile - 4 luglio 1910, formalmente, 2ª volta
- Henry Richard Wallis, 1910 - 1911, formalmente
- William Henry Manning, 1911 - 1913, formalmente, 2ª volta
- George Smith, 1913 - 1923
- Richard Sims Donkin Rankine, 1923 - 1924, formalmente
- Charles Calvert Bowring, 1924 - 1929
- Shenton Thomas, 1929 - 1932
- Hubert Winthrop Young, 1932 - 1934
- Kenneth Lambert Hall, 9 aprile - 21 settembre 1934, formalmente
- Harold Baxter Kittermaster, 1934 - 1939
- Donald Mackenzie-Kennedy, 1939 - 1942
- Edmund Charles Smith Richards, 1942 - 1947
- Geoffrey Francis Taylor Colby, 1947 - 1956

## Governatori della federazione di Rhodesia e Nyasaland
- Robert Perceval Armitage, 1956 - 1961
- Glyn Smallwood Jones, 1961 - 1964

## Governatore del Malawi
- Sir Glyn Jones, 1964 - 1966